# The Decoy (film 1916 Lederer)
The Decoy è un film muto del 1916 diretto da George W. Lederer.

## Trama
Una ragazza, Gloria Moore, resta orfana dopo la morte di suo padre. Senza mezzi di sussistenza, Gloria raggiunge a New York una zia che conosce appena, la signora Lawrence. La donna si rivela essere membro di una banda di truffatori e, volendo usare la bella ragazza come un richiamo per i polli da spennare, coinvolge Gloria nelle sue trame. Durante una partita a carte truccata, la ragazza si innamora di Jim Danvers, la vittima di turno, che lei mette in guardia, avvertendolo della trappola in cui stanno per farlo cadere.
Harvey Dix, uno dei membri della gang, uccide uno dei suoi compari litigando con lui. Cerca allora di addossare la colpa dell'omicidio su Jim. Gloria, per salvare il giovane dalla falsa accusa, induce Harvey - il vero assassino - a confessare il delitto facendogli credere di essere innamorata di lui. Raggiunto il suo scopo - quello di scagionare Jim - Gloria può finalmente sposare l'uomo che ama davvero.

## Produzione
Il film fu prodotto dalla Signet Film.

## Distribuzione
Distribuito dalla Mutual Film, uscì nelle sale cinematografiche USA il 29 giugno 1916. Ne venne fatta una riedizione che, con il titolo alternativo The Faithless Sex, fu distribuita nel 1922.